# Stora Meteoron

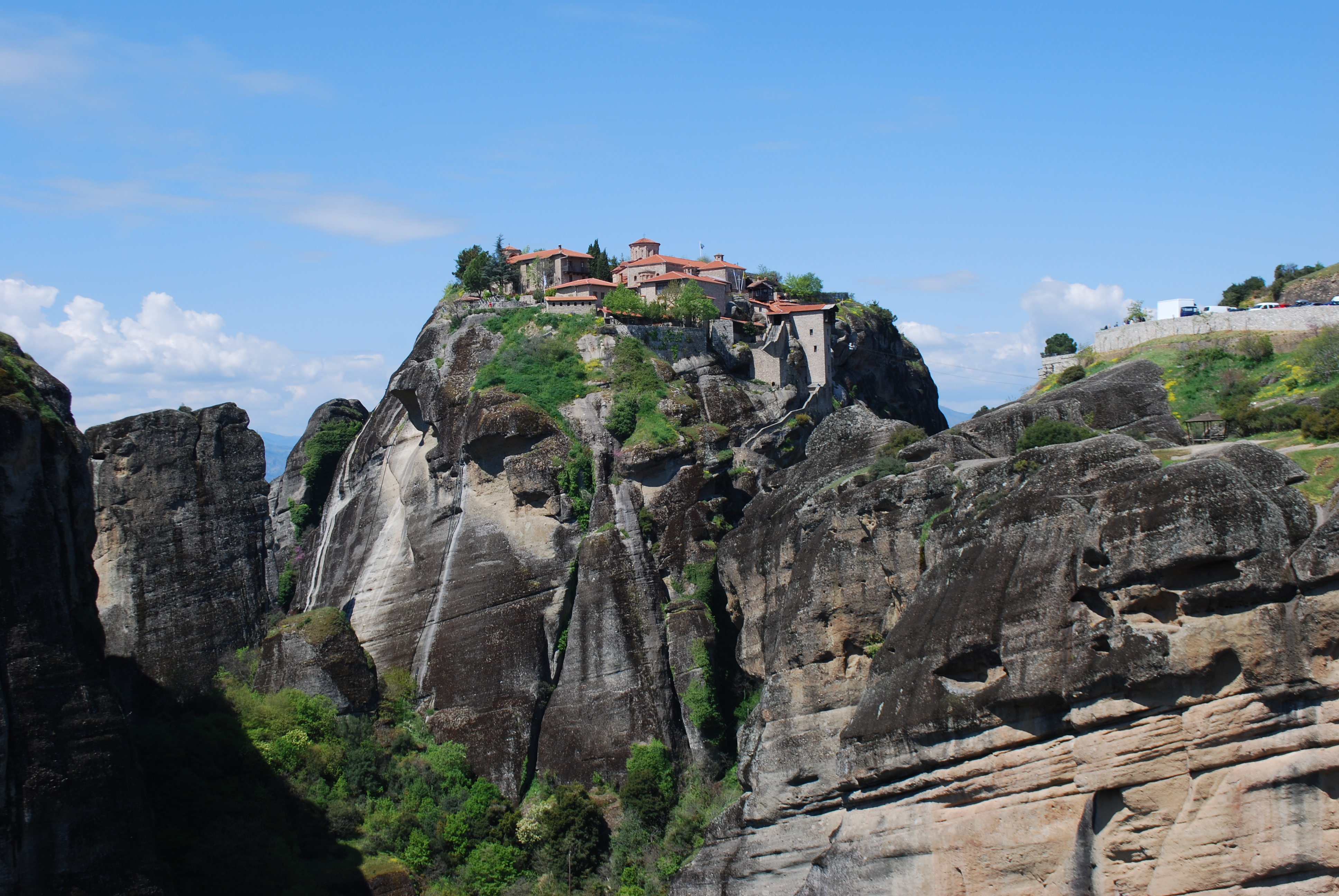
Klostret Stora Meteoron

Stora Meteoron är det mest välkända och största klostret i världsarvet Meteora och grundades omkring 1340 av Sankt Athanasios Meteorites, en lärd munk från berget Athos. Athanasios besteg enligt legenden den högsta toppen som han gav namnet "Megalo Meteoro". Han byggde först en liten kyrka tillägnad jungfru Maria och sedan en större tillägnad Kristi förklaring. Athanasios efterträddes av Sankt Iosaph, en serbisk kung känd under namnet John Uros som blev munk i klostret 1372. Klostret nådde sin höjdpunkt på 1500-talet efter kejserliga och kungliga donationer. Här finns välbevarade fresker som skildrar Kristi liv.